# Leopold Grundwald
Leopold Grundwald (* 28. Oktober 1891 in Wien; † 9. April 1969 ebenda) war ein österreichischer Fußballspieler auf der Position des Stürmers sowie späterer Fußballtrainer. Gemeinsam mit der Nationalmannschaft nahm er als Spieler an den Olympischen Spielen 1912 in Stockholm teil. 

## Karriere

### Erster Meister Österreichs und Olympische Spiele
Leopold Grundwald, genannt "Grundl" begann seine Fußballkarriere bei Rapid Wien und gehörte ab 1909 zur Stammelf des Vereins. Gemeinsam mit Gustav Blaha und Heinrich Körner bildete er in der ersten österreichischen Meisterschaft 1911/12 den besten Angriff der Liga und wurde mit den Grün-Weißen der erste Fußballmeister Österreichs. Leopold Grundwald selbst trug dabei zumindest 11 Tore in 17 Spielen bei, wobei nicht alle Torschützen aus der Saison bekannt sind. Sein Talent blieb auch dem Österreichischen Fußballverband nicht verborgen, sodass der Stürmer für die Spiele der österreichischen Nationalmannschaft bei den Olympischen Spielen 1912 in Stockholm nominiert wurde. 
In Stockholm musste Leopold Grundwald jedoch vorerst zusehen, wie die österreichische Mannschaft nach einem 5:1-Sieg über Deutschland gegen die Niederlande ausschied. Die Nationalmannschaft konnte den Bewerb jedoch in einer eigens geschaffenen, aber eigentlich bedeutungslosen, „Hoffnungsrunde“ teilnehmen. Hier kam Leopold Grundwald erstmals beim 1:0-Viertelfinalsieg über Norwegen zum Einsatz. In der Halbfinalpartie gegen Italien trug er bereits seine ersten beiden Länderspieltore zum 5:1-Kantersieg bei. Im Finale unterlag er jedoch mit der Mannschaft Ungarn 0:3.

### Vorläufiges Ende und Rückkehr
In der österreichischen Liga konnte Grundwald im Folgejahr 1913 den Titel erfolgreich verteidigen, jedoch nicht ganz an die Form des Vorjahres anschließen. Auch im Nationalteam wollte es mit Torerfolgen nicht so recht klappen. Zwar konnte er für Rapid in 19 Spielen in der Vizemeistersison von 1914 noch 10 Tore in 18 Spielen erzielen, er entwickelte sich dennoch langsam nur noch zu einer Option in beiden Mannschaften und schied nach 1914 vorerst in beiden Teams aus der Stammelf aus. Für Rapid absolvierte er in der Saison 1915 nur noch drei Spiele, in der Nationalmannschaft lief er gar nicht mehr auf. 
In der Spielsaison 1915/16 kehrte er wieder in die Stammelf der Grün-Weißen zurück, erzielte 12 Tore in 18 Spielen und holte bereits zum dritten Mal den Meisterteller nach Hütteldorf. In der nächsten Saison lag das Karriereende, auch kriegsbedingt, von Leopold Grundwald in der Luft. Er trug noch 6 Tore zum vierten Meistertitel Rapids bei und absolvierte am 1. Oktober 1916 sein letztes Länderspiel gegen Ungarn in Budapest, wo er das entscheidende Tor beim 3:2 der Österreicher erzielte. In der Saison 1917/18 kam er gar nicht mehr zum Einsatz.

### Karriereende
Nach Ende des Ersten Weltkrieges blieb er bis 1922 als Ersatzspieler vorerst beim Verein. Trotzdem wurde er regelmäßig eingesetzt, absolvierte 1921 sogar 11 Spiele in der Meisterschaft sowie 4 Cupspiele. So wurde Leopold Grundwald noch weitere drei Male Meister mit den Grün-Weißen (1919–1921) und gewann die ersten beiden Pokalwettbewerbe Österreichs (1919–1920). Nach einer erfolgreichen Karriere bei Rapid verließ er 1922 schließlich den Verein, war danach noch als Spieler beim Wiener AF tätig und versuchte sich als Trainer, so beim Schweizer Traditionsverein FC St. Gallen.

## Erfolge
- 7 × Österreichischer Meister: 1912, 1913, 1916, 1917, 1919, 1920, 1921
- 2 × Österreichischer Cupsieger: 1919, 1920
- 8 Länderspiele und 3 Tore für die österreichische Fußballnationalmannschaft von 1912 bis 1916